# Aphur Yongden
Aphur Yongden (Sikkim, 1899 – Digne-les-Bains, 7 ottobre 1955) è stato un monaco buddhista tibetano, conosciuto per essere il figlio adottivo di Alexandra David-Néel.
Originario del Regno del Sikkim, incontrò Alexandra all'età di quindici anni nel monastero in cui la donna era giunta per perfezionare la sua conoscenza del Buddhismo. Poco dopo aver conosciuto Alexandra, il giovane si ritirò insieme a lei in una grotta a 3 900 metri di altezza per poter sperimentare la vita da eremita.
I due intrapresero insieme vari viaggi, il più famoso dei quali è la spedizione in incognito fino a Lhasa, la capitale del Tibet controllata dalla Cina, il cui accesso era precluso agli stranieri. Yongden fu molto utile alla riuscita dell'impresa, in quanto permise alla donna di mantenere l'incognito e di non destare sospetti quanto al vero motivo del viaggio. I due riuscirono a raggiungere la Roma tibetana nel 1924, dopo una traversata durata otto mesi, e vi rimasero per quasi un anno, al termine del quale Alexandra venne scoperta e costretta a lasciare la città.
Oltre al Tibet i due visitarono insieme il Giappone, la Corea, l'India, la Cina e la Mongolia.
Nel 1925 Alexandra e Yongden tornarono in Francia, dove l'adozione del lama venne ufficializzata: il monaco cambiò nome in Arthur, conformandosi all'identità francese. Questo nome venne scelto per la somiglianza con quello originale di Aphur.
Dopo un ultimo viaggio in Cina, dove assistette alla guerra contro il Giappone, Yongden morì nel 1955.